# Piovene Rocchette
Piovene Rocchette is een gemeente in de Italiaanse provincie Vicenza (regio Veneto) en telt 8029 inwoners (31-12-2004). De oppervlakte bedraagt 12,9 km², de bevolkingsdichtheid is 622 inwoners per km².

## Demografie
Piovene Rocchette telt ongeveer 3269 huishoudens. Het aantal inwoners steeg in de periode 1991-2001 met 2,2% volgens cijfers uit de tienjaarlijkse volkstellingen van ISTAT.
| Jaar | Inwoneraantal |
| ---- | ------------- |
| 1991 | 7557          |
| 2001 | 7723          |

## Geografie
De gemeente ligt op ongeveer 277 m boven zeeniveau.
Piovene Rocchette grenst aan de volgende gemeenten: Caltrano, Carrè, Chiuppano, Cogollo del Cengio, Santorso, Velo d'Astico, Zanè.

## Sport
Piovene Rocchette was op 11 juli 1999 de finishplaats van de tiende editie van de Giro Donne, de vrouwelijke tegenhanger van de Ronde van Italië. De eindzege ging naar de Spaanse Joane Somarriba.